# Благонравов Георгій Іванович
Георгій Іванович Благонравов (6 (18) травня 1896 або квітень 1895 , Єгор'євськ, Рязанська губернія  — 16 червня 1938 , Москва ) — російський революціонер, радянський державний діяч, комісар державної безпеки 1-го рангу, причетний до організації червоного терору. Кандидат у члени ЦК ВКП(б) у 1934—1937 роках.

## Життєпис
Народився в родині російського поліцейського чиновника. З січня 1913 по травень 1914 року працював репетитором в місті Єгор'євську. У 1914 році закінчив вісім класів Єгор'євської гімназії.
З вересня 1914 по січень 1916 року навчався в Московському університеті, працював репетитором у Москві. Одночасно, з серпня по жовтень 1915 року — регістратор Лефортовської в'язниці-розподільника в Москві.
У травні — жовтні 1916 року — юнкер Олександрівського військового училища. У жовтні 1916 — березні 1917 року — прапорщик 80-го піхотного запасного полку 10-ї запасної піхотної бригади російської армії в Єгор'євську.
Член РСДРП(б) з березня 1917 року.
У березні — червні 1917 року — голова Єгор'євської ради та голова полкового комітету російської армії в Єгор'євську.
На 1-му Всеросійському з'їзді Рад у червні 1917 року обраний в члени ВЦВК, де працював секретарем більшовицької фракції. Входив у Військову організацію при ЦК РСДРП(б). Брав активну участь в Жовтневому збройному повстанні в Петрограді.
23 жовтня (5 листопада) 1917 року призначений Петроградським ВРК комісаром Петропавлівської фортеці. У листопаді — грудні 1917 року — комендант Петропавлівської фортеці. 
З грудня 1917 по травень 1918 року — надзвичайний комісар охорони Петрограда. Очолив створений 2 грудня 1917 року Комітет по боротьбі з погромами, проте в тому ж місяці на цій посаді його змінив В. Д. Бонч-Бруєвич.
У червні — вересні 1918 року — член Революційної військової ради (РВР) радянських військ проти заколоту чехословацького корпусу в містах Симбірську, Казані та Свіяжську. З 13 червня по 21 липня 1918 року — член РВР Східного фронту.
З листопада 1918 по січень 1919 року — співробітник залізничного підвідділу Всеросійської надзвичайної комісії (ВЧК). З січня 1919 року — інструктор-ревізор транспортного відділу ВЧК. З травня по червень 1919 року — уповноважений транспортного відділу ВЧК на Московсько-Казанській залізниці.
У липні 1919 — 1920 року — голова Петроградської районної транспортної ЧК, член президії Петроградської ЧК, голова трійки з оборони Петроградського залізничного вузла. У вересні 1919 року — в.о. голови Петроградської Петроградської губернської ЧК.
У 1921 — лютому 1922 року — начальник Транспортного відділу ВЧК. У лютому 1922 — жовтні 1931 року — начальник Транспортного відділу ДПУ (ОДПУ) СРСР.
Одночасно в 1922—1925 роках — начальник адміністративного управління Народного комісаріату шляхів сполучення РРФСР (СРСР).
28 квітня 1925 — 17 лютого 1926 року — начальник Економічного управління ОДПУ при РНК СРСР.
У 1926—1927 роках — голова правління Державного тресту гумової промисловості «Гумотресту» Вищої ради народного господарства (ВРНГ) СРСР. З квітня по жовтень 1927 року — член ВРНГ СРСР.
26 жовтня 1929 — 7 жовтня 1931 року — член колегії ОДПУ при РНК СРСР.
16 грудня 1929 — 7 жовтня 1931 року — заступник, 7 жовтня 1931 — 21 вересня 1932 року — 2-й заступник, 21 вересня 1932 — 4 серпня 1935 року — 1-й заступник народного комісара шляхів сполучення СРСР.
Одночасно, з 23 вересня 1931 року — уповноважений РНК СРСР з просування нафти в Астрахані і Баку. З 18 жовтня 1931 року — голова Комітету з перевезень при Раді праці і оборони СРСР.
3 серпня 1935 — 27 березня 1936 року — начальник Центрального управління шосейних доріг та автомобільного транспорту при РНК СРСР.
27 березня 1936 — 25 травня 1937 року — начальник Головного управління будівництва шосейних доріг НКВС СРСР.
27 травня 1937 року заарештований органами НКВС. Засуджений Воєнною колегією Верховного суду СРСР 2 грудня 1937 року до страти, розстріляний 16 червня 1938 року. Похований на полігоні «Комунарка» біля Москви.
11 червня 1956 року реабілітований, 21 листопада 1956 року посмертно поновлений в партії.

## Звання
- Комісар державної безпеки 1-го рангу (5.07.1936)

## Нагороди
- два ордени Червоного Прапора (14.12.1927, 22.10.1930)
- Знак «Почесний працівник ВНК-ДПУ (V)» № 38